# آيت بوهو (آيت وضيل)
آيت بوهو هو دُوَّار يقع بجماعة سيدي الجزولي، إقليم الصويرة، جهة مراكش آسفي في المملكة المغربية. ينتمي الدوّار لمشيخة آيت وضيل التي تضم 6 دواوير. يقدر عدد سكانه بـ 580 نسمة حسب الإحصاء الرسمي للسكان والسكنى لسنة 2004.

## وصلات خارجية
- البوابة الوطنية للجماعات الترابية
- المندوبية السامية للتخطيط